# میثاق بالجونا

تموجین سالخورده (چنگیزخان) که در آلبوم قرن چهاردهمی دوره یوان به تصویر کشیده شده‌است.

عهد بالجونا سوگندنامه ای بود که در اواسط سال ۱۲۰۳ سوگند خورد پس از میلاد توسط تموجین خان قبیله مغول و چنگیزخان آینده و گروه کوچکی از همراهان که متعاقباً به نام بالجوناتو شناخته شدند. تموجین در اواخر قرن دوازدهم در خدمت کرائیت خان طغرل (نسطوری) به قدرت رسیده بود. در اوایل سال ۱۲۰۳، طغرل توسط پسرش سنگگوم متقاعد شد که پیشنهاد تموجین برای یک اتحاد ازدواج بین او و خانواده‌هایشان تلاشی برای غصب قدرت آنها بود. تموجین پس از فرار از دو کمین متوالی کریت، در نبرد قلاقلجید ساندز در گوشه ای قرار گرفت و کاملاً شکست خورد.
تموجین بقایای پراکنده نیروهای خود را دوباره جمع کرد و به سمت بالجونا، یک رودخانه یا دریاچه ناشناس در جنوب شرقی مغولستان عقب‌نشینی کرد. در آنجا او و نزدیکترین یارانش سوگند به وفاداری متقابل یاد کردند و قول دادند که در سختی‌ها و افتخارات شریک همدرد شوند. تموجین پس از گذراندن تابستان به استخدام جنگجویان جذب شده توسط آرمان‌های مبارزاتی خود، نیروی کافی برای شکست کرائیت‌ها در نبرد در پاییز آن روز جمع‌آوری کرد. سه سال بعد، در سال ۱۲۰۶، تموجین با شکست دادن همه دشمنان در استپ، خود را چنگیزخان در یک قورولتای نامید و بالجوناتو را با بالاترین امتیازات امپراتوری جدید مغول خود مفتخر کرد. مورخان قرن نوزدهم به دلیل حذف آن (احتمالاً به دلیل همگن و ناهمگونی سوگند دهندگان) از تاریخ سری مغولان، شعر حماسی قرن سیزدهم که اصالت تاریخی ظهور تموجین را بازگو می‌کند، در تاریخی بودن این قسمت تردید داشتند.

## زمینه
تموجین بین سال‌های ۱۱۵۵ تا ۱۱۶۷ به دنیا آمد، پس از میلاد به یسوکای بهادر، یک رئیس مغول، و همسر اولخونود او هوئلون. یسوگی زمانی که تموجین نه ساله بود درگذشت و او، مادرش و شش خواهر و برادر دیگر همگی توسط قبیله خود رها شدند. اما خانواده جان سالم به در برد و تموجین شروع به جمع‌آوری گروه کوچکی از همراهان کرد، به ویژه پس از آن که به آندا (" برادر خونی " پدرش)، رئیس طغرل از قبیله مرکزی کریت سوگند وفاداری داد. جاه‌طلبی‌های او توسط جاموقا، آندای خودش، که او به‌طور متناوب از دهه ۱۱۸۰ به بعد با آنها می‌جنگید، متوقف شد. اگرچه تا سال ۱۲۰۱، کرائیت‌ها ظاهراً قدرتمندترین قبیله در استپ مغول بود، اشراف این قبیله ترسیدند که آنها نیز به زودی توسط تموجین که به سرعت در حال رشد بود، که در شرق مغولستان مسلط شده بود، غصب شوند. این اشراف را سنگگوم پسر طغرل (نسطوری) رهبری می‌کرد که از ارث خود می‌ترسید.
این ترس‌ها به زودی محقق خواهند شد. تموجین با هدف تضمین کنترل بر خط جانشینی کرائیت، پیشنهاد کرد که پسر بزرگش جوجی خان با دختر طغرل (نسطوری) چاور بیکی ازدواج کند، و در ازای ایجاد اتحاد قودا ("اتحاد ازدواج") به پسر سنگگوم قول یکی از دختران خود را داد."). سنگگوم قاطعانه این پیشنهاد را رد کرد: نه تنها موقعیت او به عنوان وارث کریت در خطر بود، بلکه او این پیشنهاد را به دلیل نامشروع بودن احتمالی جوجی خان بی‌احترامی دانست.اشراف قبیله‌ای که شامل آلتان و کوچار، دو تن از بستگان تموجین و جاموخا بودند، در موقعیت خود از سوی اشراف قبیله‌ای حمایت می‌شد.. موقعیت طغرل (نسطوری) در این مناقشه نامشخص است، بر اساس تاریخ سری مغولان، بازگویی قرن سیزدهم از زندگی و لشکرکشی‌های تموجین، او بین روابط نزدیکش با تموجین و عشقش به پسرش درگیر بود و فقط حمایت از پسر دوم را انتخاب کرد. وقتی با اولتیماتوم ارائه شد. از سوی دیگر، بر اساس جامی التواریخ رشیدالدین فضل‌الله همدانی و تاریخ شفاهی که مارکوپولو بازگو کرده‌است، طغرل از قبل نسبت به تموجین تمایل داشت و با عصبانیت نسبت به پیشنهاد ازدواج واکنش نشان داد. این امکان وجود دارد که ذهن طغرل (نسطوری) توسط هیئت تجاری از آسیای مرکزی متشکل از نمایندگان قراختاییان و اویغورها تحت تأثیر قرار گرفته باشد که تموجین احتمالاً در صورت کسب برتری، آنها را از ساختارهای تجاری جاده ابریشم حذف می‌کند. همچنین این احتمال وجود دارد که جاه طلبی‌های خود تموجین تا حدودی در گسست روابط مقصر بوده باشد.
در نهایت استدلال سنگم بر طغرل (نسطوری) پیروز شد. رهبر کرائیت‌ها با تمایل به اجتناب از درگیری آشکار در صورت امکان، طرحی برای فریب اندیشید: او به تموجین اطلاع داد که تصمیم گرفته‌است ازدواج‌های پیشنهادی را بپذیرد و قصد دارد یک ضیافت جشن برگزار کند. تموجین ناآگاه با یک نگهبان حداقلی به سمت جشن حرکت کرد، جایی که توطئه‌گران قصد داشتند او را به کمین بیاندازند و او را بکشند. او که مونگلیگ، نگهبان قدیمی پدرش نسبت به شایعات خصمانه هشدار داد، متوقف شد. سپس به رهبری سنگگم، کرائیت‌ها به زور وارد میدان شدند و تموجین تنها به این دلیل فرار کرد که دو گله به نام‌های بادای و کیشلیک نقشه‌ها را شنیدند و به او هشدار دادند.  تموجین که به‌طور قطعی از تعداد آنها بیشتر بود، مجبور به فرار شدید، او با همراهانش به سمت مرزهای جین چین رفت، جایی که امیدوار بود نیروی کمکی پیدا کند و در صورت لزوم، پناهگاهی را در آن سوی مرز جستجو کند. با وجود اینکه او تعدادی فراری از نیروی کریت دریافت کرد، از جمله کویلدار از منغیت و جورچدی از، تموجین در نبرد قلاقلجید سندز در اوایل سال ۱۲۰۳ به‌طور قاطع شکست خورد. جدایی‌ها برای فرار تموجین بسیار مهم بود، جورچدی سنگوم را با یک تیر مجروح کرد و حمله کریت را متوقف کرد، اما طغرل نیز تصمیم گرفت به این دلیل که دشمنش از تصویر استراتژیک خارج شده‌است، آن را دنبال نکند.

## عهد بالجونا
نیروهای تموجین در هنگام عقب‌نشینی از نبرد متحمل خسارات شدیدی شده بودند و چند تن از کاپیتانان وی مفقود شده بودند. با وجود خطر، او تا شب بعد منتظر بود تا نیروهای بازمانده اش جمع شوند. بوئرچو در سحرگاه که اسب خود را در قلاقلجید گم کرده بود، رسید و کمی بعد بوروقول که از اوگتای خان، پسر سوم تموجین که از ناحیه گردن آسیب جدی دیده بود مراقبت می‌کرد، آمد. تموجین پس از آن عقب‌نشینی کرد و تنها برای دفن کویلدار که در جریان نبرد کشته شده بود توقف کرد. نیروهای او سرانجام به دریاچه یا رودخانه ای به نام بالجونا رسیدند که مکان نامعلومی بود. محتمل‌ترین مکان بر روی رودخانه خالخین قرار دارد که احتمالاً تموجین در کنار آن عقب‌نشینی کرده و نزدیک مرز جین در جنوب شرقی مغولستان قرار دارد. محققان به‌طور متناوب آن را به عنوان شاخه ای از رودخانه اینگودا یا دریاچه بالزینو در بوریاتیا شناسایی کرده‌اند. 

در این مقطع در اواسط سال ۱۲۰۳، نیروی تموجین بسیار کم بود و به ۲۶۰۰ یا ۴۶۰۰ جنگجو می‌رسید. زندگی‌نامه در تاریخ یوآن، یک تاریخ رسمی قرن چهاردهم، با بیان اینکه تموجین تنها با نوزده پیرو همراه بود، وضعیت ضروری را اغراق‌آمیز می‌کند، اما این ممکن است فقط به رهبران شرکت اشاره داشته باشد.  به گفته تاریخ یوآن، مردان گرسنه اسب وحشی را کشتند که به‌طور اتفاقی ظاهر شد، گوشت آن را خورد و از محصولات جانبی آن برای نوشیدن ایمن آب گل آلود استفاده کرد. سپس رهبر آنها سوگند یاد کرد:
تموجین در حالی که دستانش را به سمت آسمان بلند کرده بود چنین سوگند یاد کرد: "اگر "کار بزرگ" را به پایان برسانم، شیرین و تلخ را با شما شریک خواهم کرد. دیگران." در میان افسران و مردان کسی نبود که گریه نکند
این بازگویی احتمالاً رویدادهای تاریخی را پنهان می‌کند. میثاق شاعرانه بالجونا مضامین را در بر می‌گیرد، آمیزه ای قوی از برابری اجتماعی و ریاضت‌طلبی شخصی، تموجین برای استخدام کنندگان بالقوه تأکید می‌کند. تموجین به احتمال زیاد بخش بزرگی از تابستان را در تلاش برای استخدام جنگجویان برای هدف خود گذراند: کسانی که او موفق شدند شامل قنقرات (قبیله همسرش بورته)، ایکیرس‌ها و برخی از مغولان نیروون بودند. سایر افراد استخدام شده شامل رهبران قبیله خیتان بودند که در تموجین راهی برای انتقام از جین می‌دیدند و بازرگانان مسلمان جعفر و حسن که هزار گوسفند را برای تضمین امنیت آینده و قراردادهای تجاری مطلوب مبادله کردند. او حتی اعضای قبیله کریت طغرل، مانند چینقای را که در زمان اوگدی یکی از مدیران برجسته بود، به خدمت گرفت.
مورخان بر ناهمگونی اجتماعی، فرهنگی و مذهبی سوگند خواران بالجونا تأکید کرده‌اند. در نوزده دوره سنتی، به جز تموجین و برادرش قصار، هیچ مغولی وجود نداشت، آنها در عوض شامل خیتان‌ها، تانگوت‌ها، کایریت‌ها، نایمان‌ها، آسیای میانه و احتمالاً حتی آسیای جنوبی، از مجموع ۹ قبیله مختلف بودند. سه مسلمان و چند مسیحی و بودایی که به تموجین، یکی از پیروان مذهبی تنگریسم، وفاداری می‌کردند. به قول جک ودرفورد مورخ، در فراتر از راه‌های سنتی جامعه، میثاق بالجونا «نوعی برادری [مشابه] شهروندی مدنی مدرن مبتنی بر انتخاب و تعهد شخصی بود».

### عواقب و میراث

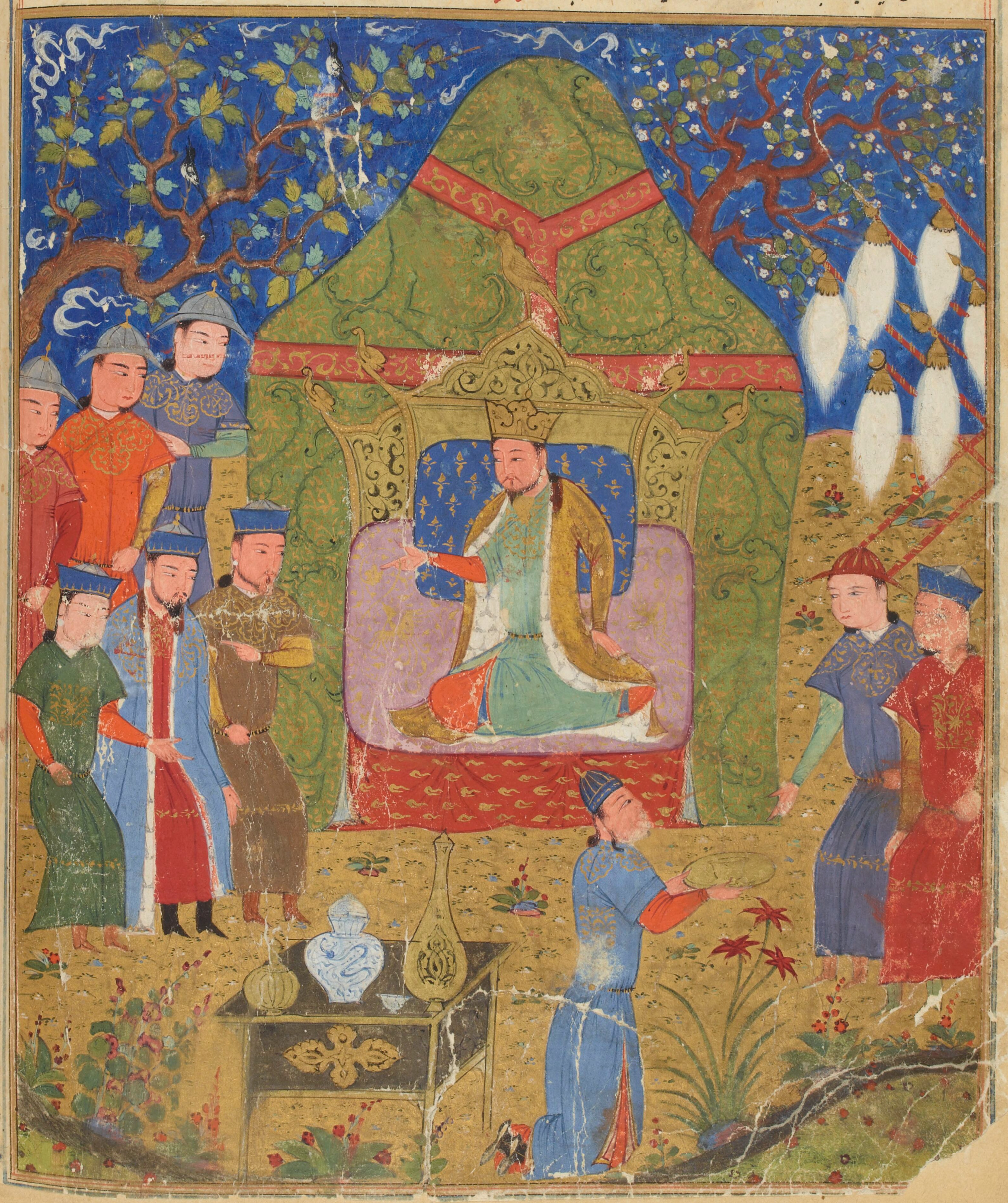
تموجین در کورولتای ۱۲۰۶ به عنوان چنگیزخان اعلام شد، جایی که او به کسانی که در بالجونا وفادار بودند پاداش داد (در نسخه خطی جامی التواریخ قرن پانزدهم به تصویر کشیده شده‌است)

در اواخر سال ۱۲۰۳، یک تموجین احیا شده نیروهای خود را به کار گرفت و کریت‌ها را در یک نبرد سخت سه روزه در ارتفاعات جژئر در پایین رودخانه کرلن شکست داد. طغرل (نسطوری) در حال فرار توسط نگهبان نیمانی که او را نشناخت کشته شد. سنگگوم ابتدا به تبت و سپس کاشغر گریخت و بعداً در آنجا کشته شد. در طول سه سال بعد، تموجین نایمان‌ها و مرکیت‌ها را شکست داد و استپ مغول را تحت یک حاکم متحد کرد. در سال ۱۲۰۶، او یک کورولتای بزرگ ("مجمع") در رودخانه اونون برگزار کرد که در آن لقب "چنگیزخان" را گرفت و به کسانی که او را به قدرت رساندند پاداش داد. اینها شامل گله‌داران بدای و کیشلیک بودند که به او از خیانت طغرل هشدار داده بودند - آنها با چادر قصر، اثاثیه و محافظ رهبر کریت مفتخر شدند. مردانی که به عهد بالجونا سوگند خوردند و به بالجوناتو معروف شدند («مردان بالجونا» یا «آب‌خورهای گل آلود») به بالاترین عناوین مفتخر شدند و تا اواخر دهه ۱۳۰۰ به یادگار ماندند. بسیاری در امپراتوری مغول چنگیز موقعیت‌های برجسته‌ای داشتند - از جمله چینقای، تاجر و دیپلمات مسلمان جعفر خوجا، و قبان، یک اوریانخایی که پسرش سوبوتای یکی از نیرومندترین ژنرال‌های مغول شد.

## تاریخ‌شناسی و تاریخ‌نگاری
واقعه عهد بالجونا به‌طور کامل از تاریخ سری مغولان حذف شده‌است. این خلأ باعث شد که سنت شناسان برای نزدیک به یک قرن، از پالادیوس در دهه ۱۸۶۰ تا، پل پلیوت، آرتور والی و رنه گروسست در اواسط قرن بیستم. در سال ۱۹۵۵، فرانسیس وودمن کلیوز مقاله ای منتشر کرد که این فرض را رد می‌کرد. نظریه کلیوز اکنون در بین مورخان عمومی شده‌است، زیرا منابع فراوان دیگری از بالجوناتو نام می‌برند. محو این واقعه از تاریخ سری مغولان احتمالاً به دلیل ناهمگونی سوگند دهندگان بوده‌است - نویسنده که نسبت به غیر مغول‌ها مشکوک بود، ممکن است تصمیم گرفته باشد که رویدادی را نادیده بگیرد که باعث شد آنها به حلقه درونی تموجین ارتقا پیدا کنند.